# Re Start
Re Start è un programma televisivo italiano di genere rotocalco, in onda su Rai 2 dal 7 ottobre 2020 al 29 maggio 2023 e su Rai 3 dall'11 settembre 2023, con la conduzione di Annalisa Bruchi.

## Il programma
Il programma è andato in onda su Rai 2 dal 2020 al 2023 in seconda serata. Dal 7 marzo 2022 è stato anticipato dalla seconda serata del mercoledì alla seconda serata del lunedì. Dal 2 settembre 2022 è andato in onda nella seconda serata del venerdì.
Dall'11 settembre 2023 va in onda dal lunedì al venerdì, dalle 09:45 alle 10:30, su Rai 3; su Rai 2 viene sostituito dal nuovo programma Tango, condotto da Luisella Costamagna.

## Edizioni
| Edizione | Inizio            | Fine           | Puntate | Rete  | Conduttore      | Studio                                                     |
| -------- | ----------------- | -------------- | ------- | ----- | --------------- | ---------------------------------------------------------- |
| 1ª       | 7 ottobre 2020    | 9 giugno 2021  | 28      | Rai 2 | Annalisa Bruchi | Studio 1 del Centro di produzione TV Raffaella Carrà, Roma |
| 2ª       | 13 ottobre 2021   | 6 giugno 2022  | 28      | Rai 2 | Annalisa Bruchi | Studio 1 del Centro di produzione TV Raffaella Carrà, Roma |
| 3ª       | 2 settembre 2022  | 29 maggio 2023 | 35      | Rai 2 | Annalisa Bruchi | Studio 1 del Centro di produzione TV Raffaella Carrà, Roma |
| 4ª       | 11 settembre 2023 | 14 giugno 2024 | 189     | Rai 3 | Annalisa Bruchi | Studio 4 del Centro radiotelevisivo Biagio Agnes, Roma     |
| 5ª       | 9 settembre 2024  | 13 giugno 2025 | 187     | Rai 3 | Annalisa Bruchi | Studio 4 del Centro radiotelevisivo Biagio Agnes, Roma     |